# Генуэзская крепость (Гурзуф)
Гурзуфская крепость, или крепость Горзувиты — византийская (ср.-греч. Γορςουβίταυς) и генуэзская (итал. Gorzoni) древняя крепость, расположенная в южной части Крыма, в черте города Гурзуф, на прибрежной скале Дженевез-Кая (крым. "Cenevez Qaya" — «Генуэзская скала»).
Крепость Горзувиты предназначалась для подчинения местного населения Гурзуфской долины и контроля за мореходством вдоль побережья.

## Расположение
Крепость была построена на семидесятиметровой скале у входа в Гурзуфскую бухту (Южный берег Крыма), западнее Шаляпинских скал. Античное название скал неизвестно, а современное название («Генуэзская скала») дали крымские татары в память о построенной на ней крепости.

## История крепости

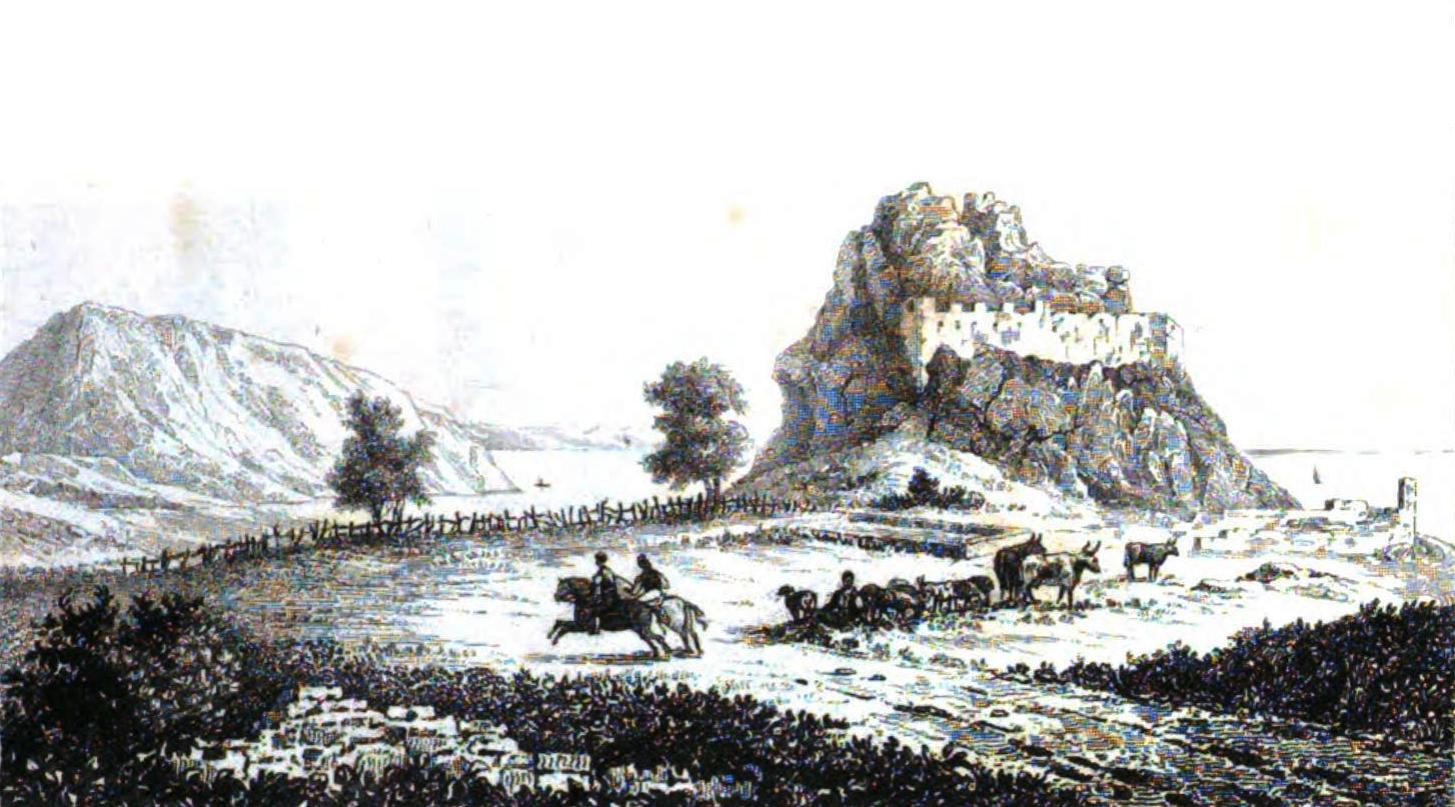
Гурзуф. Генуэзская крепость. Гравюра на металле начала XIX века. Из издания Chopin J. Russie. Par M. Chopin, ancien secretaire et bibliothecaire du prince Kourakin, ambassadeur de Russie a la cour de France 1838 года

После переселения кочевых народов, которое коснулось и Крымского полуострова, из-за регулярных набегов кочевников степи Крыма были малозаселенными. В горах и при подножий гор селились скифы, готы, аланы, сарматы и потомки тавров. В Византии это аборигенное население Крыма называли готами. Вероятно, именно эти готы и заселяли Гурзуфскую долину, пока не пришли византийцы.
Когда в состав Византийской империи вошло Боспорское царство, византийцам понадобилась надежная связь между ним и Херсонесом, который на то время был главной военно-морской базой Византии в Таврике. Единственным путем сообщения могло быть море вдоль южного побережья полуострова, поскольку в крымских степях всегда существовала угроза нападения кочующих племен гуннов.

### Основание крепости византийским императоромЮстинианом I
Первое упоминание о Горзувиты содержит написанный в 553-555 годах трактат известного византийского историка Прокопия Кесарийского «О постройках»:
"...Император воздвиг там два укрепления: Алустон и Горзувиты. Здесь же на этом побережье есть страна или область по имени Дори, где с древних времен живут готы, которые не последовали за Теодорихом, направлявшимся в Италию. Они добровольно остались здесь и в мое время были в союзе с византийцами. Сама область Дори лежит на возвышенности, но она не каменистая и не суха, напротив, земля очень хороша и приносит самые лучшие плоды."
Данные археологии подтверждают, что Гурзуфская крепость была построена в VI веке византийцами. Она была призвана контролировать морскую акваторию и служила корабельной стоянкой для навигации морским путем вдоль скалистого Южного берега Крыма. В то же время крепость обеспечивала сухопутную охрану этой местности, близ которой лежит самый высокий горный перевал полуострова. Так решалась стратегическая задача безопасного передвижения главными торговыми путями с востока на запад Крыма.
В истории крепости можно выделить три периода: от Юстиниана до нападения хазар (VI–VIII ст.), генуэзский (XIV–XV ст.) и промежуточный (между хазарами и генуэзцами: X–XIV ст.).

### Византийский период
Крепость была построена на четырех площадках различной площади, расположенных на раздвоенной Генуэзской скале и в широкой расселине между ее частями. Верхняя площадка небольшая (30 м в длину и 12 в ширину), но она сильно возвышается над всей крепостью. Эту площадку выровняли и укрепили со стороны моря каменными стенами парапетом. К стене прилегало также еще некое сооружение, скорее всего — большая цистерна для воды. К обрывистому выступу скалы, что защищает Верхнюю площадку с севера, была пристроена часовня. Небольшой утес над северо-западным краем площадки был оборудован каменным парапетом и служил своего рода дозорной башней, к которой вели высеченные в скалах лестницы.
Вся Северная площадка занимала боевой каземат с толстыми (до 4 м) боевыми стенами. Там был основной узел оборонного комплекса. С внутренней стороны цитадели стены каземата сделали втрое тоньше внешних. Для стены строители использовали камень-песчаник (тесаный), который скрепляли раствором из извести и крупных фракций морского песка (очевидно, что привезенных с востока Крыма). С северо-восточной стороны Северную площадку прикрывала высокая, как столб, скала, на которой сохранились следы лестницы. Вершина скалы представляла собой тоже своего рода площадка с поручнями и зубьями.
В углу у подножия башни-скалы была еще одна дозорная башенка с парапетом, что граничила с внешним оборонительным кольцом крепости. В широкой расселине между двумя отрогами располагались Средней и Нижней площадки с мощными подпорными стенами. Нижния площадка, открытыя с запада в сторону небольшой окруженной скалами бухты, отделялась от Среднего стеной с воротами. От основания цитадели шел оборонительный пояс крепости с воротами на севере. Напротив ворот, выше, стоял донжон — главная башня крепости, с помещениями для жилья, арсенал с запасами воды и продовольствия на случай осады. Рядом с донжоном было двухэтажное помещение стражей; кроме того там еще располагалась резиденция наместника (управляющего) гурзуфской провинции. Гарнизон крепости имел возможность просматривать Гурзуфскую долину, контролировать перевал «Гурзуфское седло», вести наблюдение за главной грядой Крымских гор и акваторией моря, в частности Гурзуфской бухтой. К крепости Гурзувиты было трудно проникнуть, ведь она окружена с трех сторон отвесными скалами, которые омывались морем, и только северная сторона соединена с сушей (подножием холма Балготур).

### Хазарское господство
В VI–VIII ст. после прихода на Крымский полуостров хазар начались кровавые столкновения между хазарами и византийцами. В конце концов хазары уничтожили и сожгли крепость, от которой остались одни руины. После этого долгое время, примерно до середины X ст., крепость почти пустовала.

### Промежуточный этап существования крепости
В X веке, когда хазары ушли с полуострова, местные жители принялись ее восстанавливать. Вскоре крепость была восстановлена как резиденция топарха — местного феодала, который правил гурзуфской долиной.
Между X и XIII ст. оборонительные сооружения восстановленной крепости строились не так качественно и технично, как византийские стены. Были заложены бреши и дыры в уцелевших стенах. Прямо на строительном мусоре вдоль руин старых стен была возведена новая наружная стена с маленькими дозорными башенками. Она неоднократно подвергалась мелкому ремонту. Стены крепости стали тоньше, но получили ломаную конфигурацию, что позволяло наносить с них боковые удары по врагу, который шел на штурм. В это время крепость обросла обмазанными глиной и побеленными известью постройками из бута на глиняном растворе, которые лепились прямо к ее стенам. Где-то в XII–XIV ст. у северо-западного подножия крепости возникла большая базилика с тремя апсидами.

### Генуэзский период
Во второй половине XIV ст. Гурзуфская крепость была захвачена генуэзцами. Гурзуф стал одним из четырех консульств «Капитанства Готии» (колонии Генуэзцев на Южном берегу Крыма). С этого времени начинается следующий, третий этап истории крепости Гурзувиты.
Старая стена внешнего оборонительного кольца крепости была разобрана. Также подверглись планомерному сносу все дома на Нижней площадке. Боковые стены были клиновидно скошенными, а задние оставлены до середины их высоты. Камень и строительный мусор использовались для заполнения пустот между остатками стен и выравнивания склона ниже стены и ворот цитадели. На Северной площадке генуэзцы подвели каменные стены бастиона до самого края природного нашествие каменных глыб, сделав цитадель еще более неприступной. При этом они несколько увеличили размеры площадки: остатки стен двух предыдущих периодов оказались внутри. Другие стены бастиона, обращенные внутрь цитадели, оставались, как и ранее, вдвое тоньше. Двухэтажное помещение внизу было что-то вроде кордегардии с каменной лежанкой, скамьей вдоль стены, камином для приготовления пищи и отопления этой небольшой казармы, предназначенной для отдыха караула. У ворот на среднем площадке снова был надстроен донжон, который использовался как жилье, а северный откос ворот восстановили немного иначе и перестроили с некоторым отступом внутрь цитадели. Поскольку вместе с генуэзцами на побережье появилось огнестрельное оружие, были значительно утолщении стены крепости. В бастионе сделали большие амбразуры для пушек. Нововведения генуэзцев значительно усилили боеспособность крепости

### Окончательное разрушение крепости

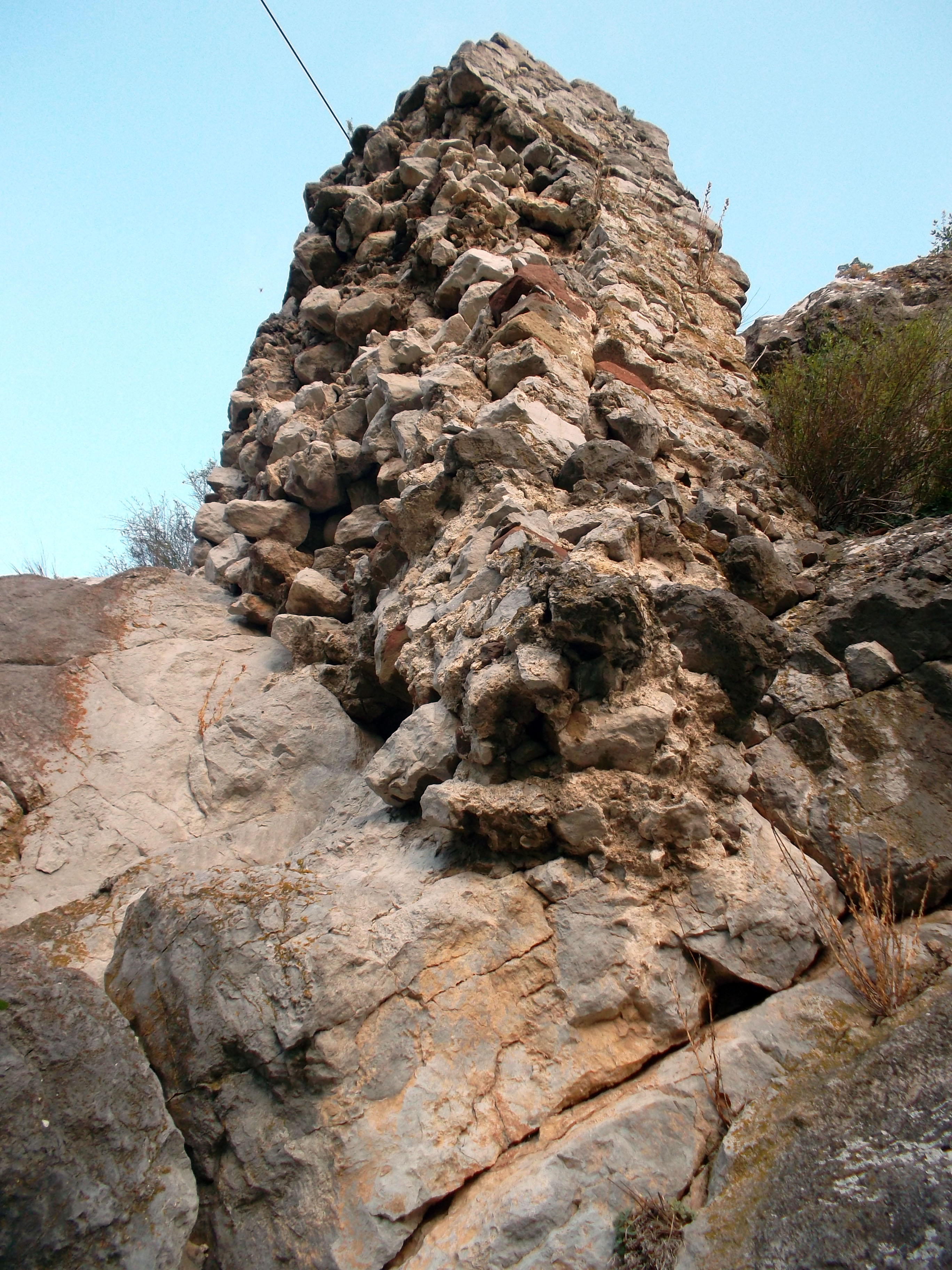
Остатки стены крепости

В 1475 году турки полностью разрушили Гурзуф, но использовать его не стали (исследователи при раскопках не нашли типичных турецких материалов и предметов быта, которые находили в других пунктах турецкой оккупации — Феодосии, Евпатории), несмотря на то, что Гурзуфом, более чем 300 лет владели турецкие султаны. В начале XVI века, когда поселение, как и весь Южный берег Крыма входило в состав Кефинского санджака, крепость выполняла роль дозорной. В ней также содержался небольшой гарнизон - через эту местность везли невольников для отправки в Турцию, - однако позже, когда султаном стал Сулейман I (санджак-бей Кефы до 1512 года)  Гурзуфская крепость быстро стала терять свои позиции и прекратила свое существование, от нее остались лишь старые остатки стен, которые со временем все больше разваливались. В 1872 году  Е. Л. Марков так описывал развалины крепости:
"На самом шпиле кручи еще высится полуразрушенный замок, и от него сбегают по неприступным обрывам обломки стен, башенок и лестниц. Это давняя Горзувита, когда колония греков, потом генуэзцев, которая защищала доступ к заливов Гурзуфа и Артека, богатых рыбой и восхитительными пристанями для судов. Вам надо вдоволь полазить по скалистым переулочках села для изучения татарских типов, татарского жизни, и вскарабкаться на Горзувитскую цитадель. Ваш трудовой пот будет вознагражден тем поистине волшебным видом, который откроется вам с вершины пика одновременно и на лесную яйлу, и на парк, и на село Гурзуф, и на синее море, усыпанное белыми бабочками парусов."

## Археологические находки и исследования
Данные земли обжитые людьми уже более 30 тысяч лет назад, с палеолита. В ходе археологических раскопок на Генуэзской скале были обнаружены остатки примитивной керамики периода раннего энеолита (середины III тысячелетия до н.э.), а также целые залежи ракушек мидий и устриц. Под скальным навесом небольшого грота, который использовался и во времена средневековья, были найдены следы сильно разрушенного жилья тавров: очаг, остатки нехитрых стен, лепной посуды VII–VI ст. к н.э..

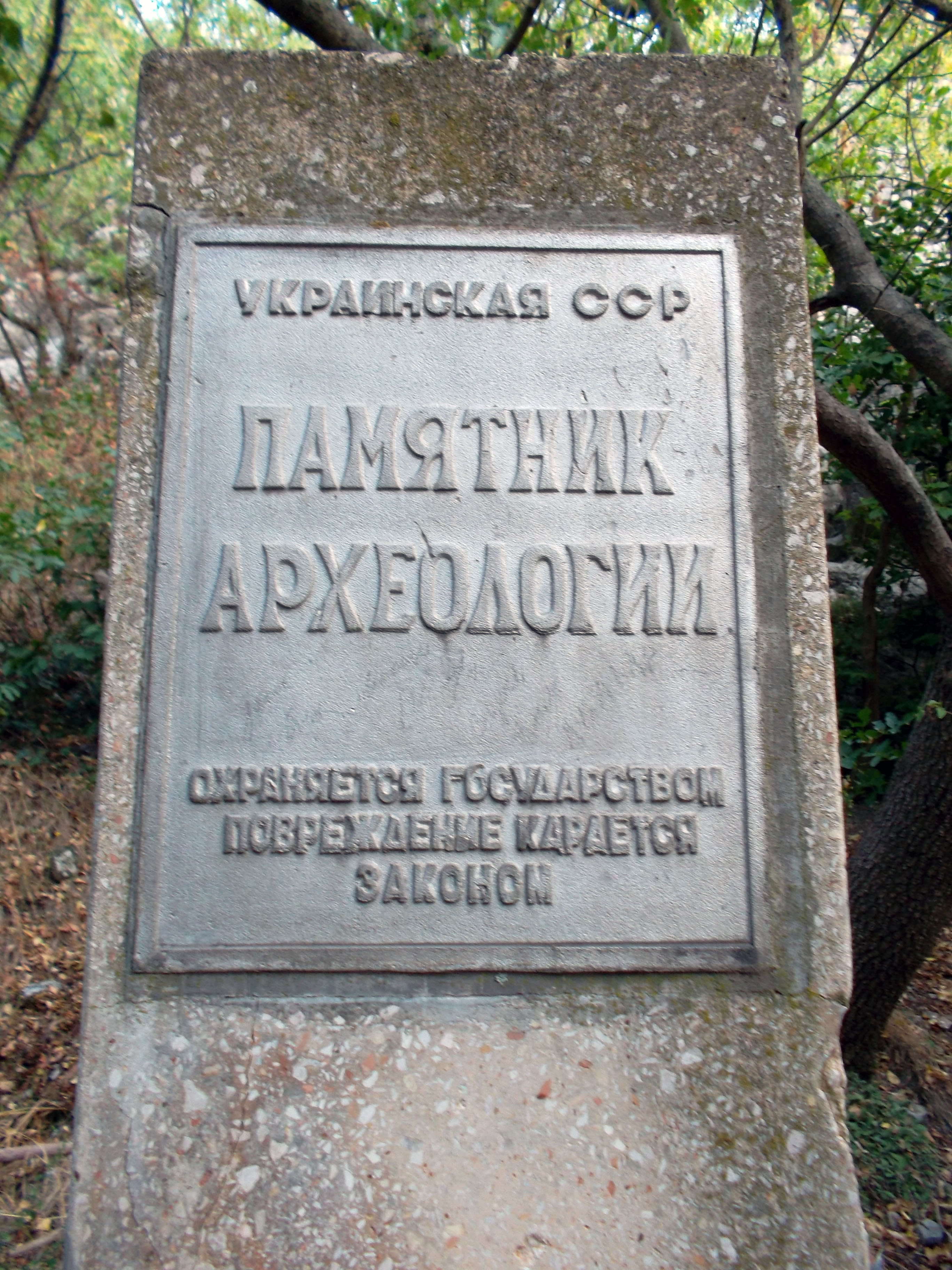

В XVIII века. руины изучил и описал академик П. Паллас:
"Сейчас описанная скала имеет на своей северной вершине защитную стену, совершенно недоступную; около 6 саженей ниже, на уступе, куда ведет удобный подъем по впадине, разделяющей две скалы, расположена, пожалуй, генуэзская батарея, построенная из бутового камня на извести, толщиной стены в полтора сажени; один из ее фланков — с двумя амбразурами для пушек, обращенными на бухту, другой — для пяти пушек — направлен в сторону долины. Проход между утесами был закрыт стеной, у подножия скалы, как кажется, было также укреплено стеной и ронделлю. Под батареей фундамент круглой башни, откуда стена крепости спускалась к берегу моря. Здесь между подводным камнем и искусственным молом была устроена маленькая очень надежная гавань. Край скалы, обращенный к морю, стремительный и недоступен."
В 1951 году на объекте работала Гурзувитская экспедиция Институт истории материальной культуры Академии наук СССР при участии Я. А. Дубинского.
В 50-е годы XX века. при строительстве переходного мостика через улицу Школьная--в последствии --Ленинградскую улицу с нижнего площадке крепости до первого корпуса лагеря №3 («Кипарисный») в яме под одной из бетонных опор мостика обнаружили огромный, почти в рост человека, керамический кувшин-пифос, наполненный ячменным зерном.
В 1957 году при перекопке цветочного газона у Генуэзской скалы были найдены серебряная монета времен Золотой Орды и керамический флакончик для духов античного периода.
В 1959 году на нижней площадке, которая во времена средневековья стала кладбищем (Дженевез-Мезьер), была случайно обнаружена плиточная могила, в которой рядом с останками женщины лежали фрагменты полотняной одежды и целый ворох кружев, сплетенных из золотых нитей. Этими кружевами были обшиты ворот, рукава и подол одежды.
В том же году при рытье траншеи для прокладки водопроводных труб по улице Школьная был обнаружен средневековый водопровод, по которому крепость снабжалась питьевой водой из горных источников. Гончарные трубы более чем на половину заполнены плотным известковым осадком, что свидетельствует об очень длительном использовании этого водопровода.
В 1963 году группа археологов во главе с А. Домбровским заложила на территории крепости три разведывательные шурфы. Были найдены обломки различной посуды разных времен (от XV ст. до первых веков нашей эры), куски крупной кровельной черепицы с округлыми бортиками и рельефным выпуклым клеймом, обломки рифленых амфор из светлой глины с неровными в сечении («винтовом») ручками, обломки краснолаковых тарелок. Также археологи наткнулись на остатки костра и целый пифос, приставленный к стене.
В 1965-1967 годах скалу Дженевез-Кая комплексно обследовала археологическая экспедиция под руководством А. Домбровского. При зачистке и раскопке остатков стен XII–XIII ст., которые выступали из-под развалин генуэзского бастиона, в трех местах были обнаружены снаряды» для пращи — сотни небольших круглых камней, морской гальки, подобранной друг к другу и сложенной кучами в небольших углублениях. Там же лежали и большие каменные ядра (около 12 см в диаметре) — для метательных машин: баллист или онагров. Такие же боеприпасы найдены и в других местах: в слое времени Юстиниана и Прокопия, а также в отложениях хазарского и постхазарского периодов. Было найдено 15 пифосов различной величины и формы.Огромный пифос был обнаружен под почти трёхметровым слоем земли на улице Чехова.Старая трещина была скреплена свинцовой пластиной.Вероятно,пифос использовался для хранения зерна. Также была обнаружена могила, облицованная и перекрытая каменными плитами. Ее датируют XI–XII ст. и связывают с остатками большой базилики. К сожалению,нигде не упоминается строительство--по всей вероятности---оборонительных стен,которые ярусами спускаются к морю.

## Современное состояние

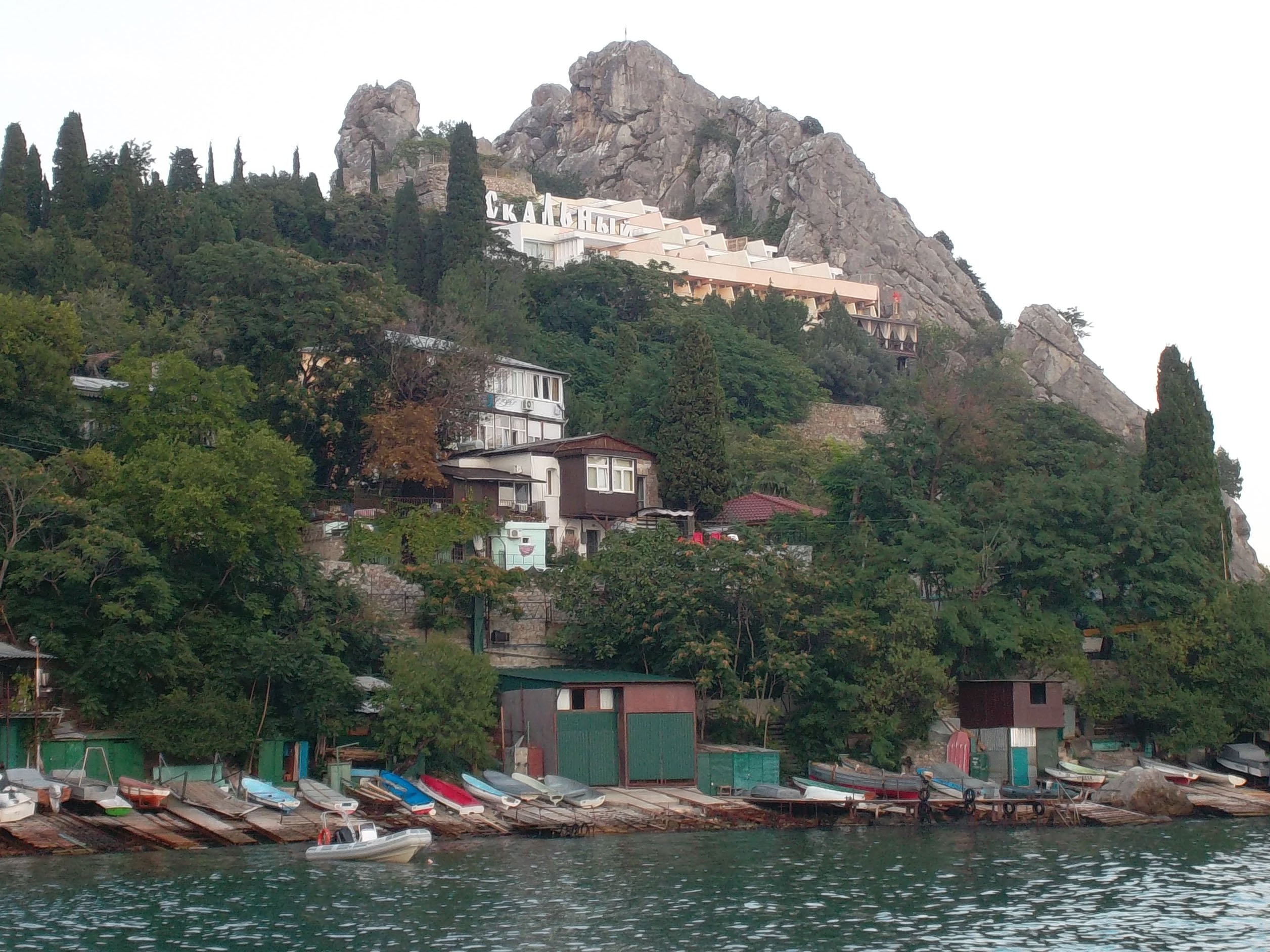
Отель «Скальный»; позади названия отеля, с левой стороны — остатки крепости

После разрушения крепости на ее месте было немало сооружений. Все ярусы крепостных стен застроены так,что проследить их и выделить их археологически невозможно. В XX веке Гурзуф стал известной курортной зоной на скале и рядом с ним строились пансионаты, дачи, виллы, отели для отдыха. Подобно тому, как при возведении крепости византийцами были уничтожены более ранние культурные слои, интересные для археологов, так остатки крепости уничтожались застройщиками курортных объектов во времена Российской империи и Советского Союза. Сейчас до современников дошли лишь остатки стены, сложенной из дикого камня, и лестницы, вырубленные в скале.
В 1961 году Н. Н. Макаров в своем очерке-путеводителе «Гурзуф» высказал очевидное пожелание: «Учитывая большое количество туристов и экскурсантов, посещающих Гурзуф, было бы целесообразно исключить Гурзуфскую скалу из территории лагеря Артек и сделать этот историко-архитектурный памятник общедоступным». Но в конце шестидесятых на скале Дженевез-Кая (именно на месте крепости) советская власть построила корпус артековского отеля «Скальный». Как отмечал А.  Домбровский, «трудно сказать, почему возник замысел использовать для строительства на скале Дженевез-Кая — место, которое столь же непригодно для современного жилья, насколько неудобно с технической точки зрения. Мы думаем, что в данном случае погоня за внешними эффектами заметно пересилила здравый смысл... Не лишне напомнить, что всесоюзный пионерский лагерь — гордость страны, пример подражания для детских лагерей всего мира — полностью построенный на древностях, что лежат под ним».